# Museo Taurino (La Línea de la Concepción)
El Museo Taurino es un espacio expositivo sobre el mundo del toro localizado en La Línea de la Concepción (Andalucía, España).
El museo incluye:
una gran colección de carteles taurinos, trajes de luces, sellos de ganaderías, fotografías de toreros, etc. Compuesto de cuatro salas y capilla, sala de Manolete, sala El Gordito, sala Antonio Duarte "Pota", sala El Marinero y sala Frascuelo. Con miles de fotografías, cartelería taurina, hierros de todas las ganaderías, vestidos de torear, trofeos, capotes, banderillas, estoques, etc. Cuenta con más de 50 años de historia, y se puede considerar como uno de los más importantes de toda la geografía nacional. Su fundador, José Cabrera Duarte, fue un gran aficionado a los toros, y desde temprana edad fue recopilando todo tipo de material dando forma al actual museo que lleva su nombre.